# Myrtle Beach
Myrtle Beach is een plaats (city) in de Amerikaanse staat South Carolina, en valt bestuurlijk gezien onder Horry County.

## Demografie
Bij de volkstelling in 2000 werd het aantal inwoners vastgesteld op 22.759.
In 2006 is het aantal inwoners door het United States Census Bureau geschat op 28.597, een stijging van 5838 (25.7%).

## Geografie
Volgens het United States Census Bureau beslaat de plaats een oppervlakte van
43,6 km², waarvan 43,5 km² land en 0,1 km² water. Myrtle Beach ligt op ongeveer 10. m boven zeeniveau

## Plaatsen in de nabije omgeving
De onderstaande figuur toont nabijgelegen plaatsen in een straal van 16 km rond Myrtle Beach.

## Geboren
- Eva Lovia, pornoactrice